# Lathroteles
Lathroteles is een geslacht van vlinders van de familie van de grasmotten (Crambidae), uit de onderfamilie van de Lathrotelinae. De wetenschappelijke naam en de beschrijving van dit geslacht werden voor het eerst in 1971 gepubliceerd door John Frederick Gates Clarke. 
Dit geslacht is monotypisch, dat wil zeggen dat het maar één soort heeft namelijk Lathroteles obscura Clarke, 1971 uit Frans-Polynesië.